# لا أدرادا
بلدية لا أدرادا (بالإسبانية: La Adrada) هي بلدية تقع في مقاطعة آبلة التابعة لمنطقة قشتالة وليون وسط إسبانيا.

## الديموغرافيا
يبلغ عدد سكان بلدية لا أدرادا 2.680 نسمة عام 2011 (وفقاً للمعهد الوطني للإحصاء الإسباني).
| 2.003 | 2.016 | 2.013 | 2.264 | 2.469 | 2.734 | 2.680 |